# Ryō Miyake
Ryō Miyake (jap. 三宅諒 Miyake Ryō; ur. 24 grudnia 1990 w Ichikawie) − japoński szermierz specjalizujący się we florecie, srebrny medalista olimpijski i brązowy medalista mistrzostw świata.
Na igrzyskach olimpijskich w Londynie w 2012 roku reprezentacja Japonii w składzie: Suguru Awaji, Kenta Chida, Ryō Miyake i Yūki Ōta zdobyła srebrny medal w zawodach drużynowych. W rywalizacji indywidualnej został sklasyfikowany na siedemnastej pozycji.
Podczas mistrzostw świata w Paryżu w 2010 roku wspólnie Chidą, Awajim i Ōtą wywalczył brązowy medal w rywalizacji drużynowej. W tej samej konkurencji Japończycy z Miyake w składzie zdobyli także złoty medal na igrzyskach azjatyckich w Inczon w 2014 roku. Ponadto kilkukrotnie zdobywał medale mistrzostw Azji, w tym złoty drużynowo na MA w Tokio w 2019 roku.

## Londyn 2012

### Indywidualnie
| Runda       | Przeciwnik     | Państwo | Wynik |
| ----------- | -------------- | ------- | ----- |
| 1/16 finału | Andrea Baldini | Włochy  | 6:15  |

### Drużynowo[2]
| Runda       | Reprezentacja | Wynik |
| ----------- | ------------- | ----- |
| Ćwierćfinał | Chiny         | 45:30 |
| Półfinał    | Niemcy        | 41:40 |
| Finał       | Włochy        | 39:45 |